# Кристоф Бухнер
Кристоф Бухнер (на немски: Christoph Buchner, роден на 23 юли 1989 в Тростберг) е германски футболист, който играе в германския втородивизионен клуб Кайзерслаутерн.
Първоначално Бухнер играе в младежките отбори на Гархинг и Вакер Бургхаузен. В граничния баварски град защитникът подписва първия си професионален договор и заиграва с Вакер в новосформираната германска Трета лига през 2008 г. Той записва в своя актив през сезона 20 мача и 1 гол.
През лятото на 2009 г. Бухнер подписва 3-годишен договор с втородивизионния Кайзерслаутерн. Освен футбол, играчът изучава и икономика, притежавайки диплома за банков брокер.